# スパイス・ミル
スパイス・ミル (spice mill) は、胡麻・胡椒・ナツメグ・岩塩などのスパイス香辛料を粉砕するための道具である。もっとも香りが立つよう、調理や食卓で使用する直前に、手軽に香辛料を粉砕するために作られた器具で、ハンドルまたは円筒形のボディーの上部を回転させて使う手動の物が多いが、モーターが組み込まれた電動式のものもある。
かつては、木製またはガラス製で、刃、ハンドル、回転軸などが金属の物が多かったが、今はアクリルなどのプラスチック製で、刃にセラミックを使った物が多い。

## スパイスミルの目的
一般に香辛料は、粉に挽かれたものが、振り出すのに便利なように中蓋に穴が開けられている小瓶に密封されて売られていることが多い。しかしこの状態では、スパイスの命である香りが飛びやすい。そこで、使うたびに、器具を使って挽けば、いつも挽きたてのスパイスで、香り豊かな料理を愉しむことができる。

## スパイス・ミルの種類
- ごますり器：胡麻をするためのもので、電動式のものもある。
- ペッパー・ミル：胡椒（ペッパー）を挽くためのもの。粒の大きさが胡椒に近い山椒を挽くこともできる。
- ナツメグ・ミルとナツメグおろし器：ナツメグは粒が大きいため、専用の器具がある。
- ソルト・ミル：岩塩を挽くためのもの。

現在では使い捨てや詰め替え可能なミル付きスパイスも多く出ており、その中身には塩胡椒をはじめ各種シーズニング（スパイス・ミックス）を詰め合わせたものも市販されている。

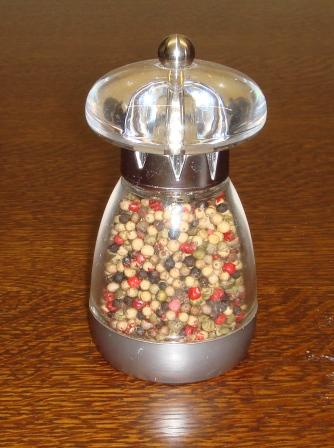
ペッパー・ミル
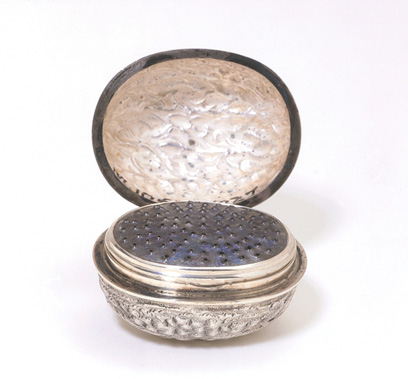
ナツメグおろし器, イングランド, 1800–25年, Silver V&A Museum no. M.1065-1927
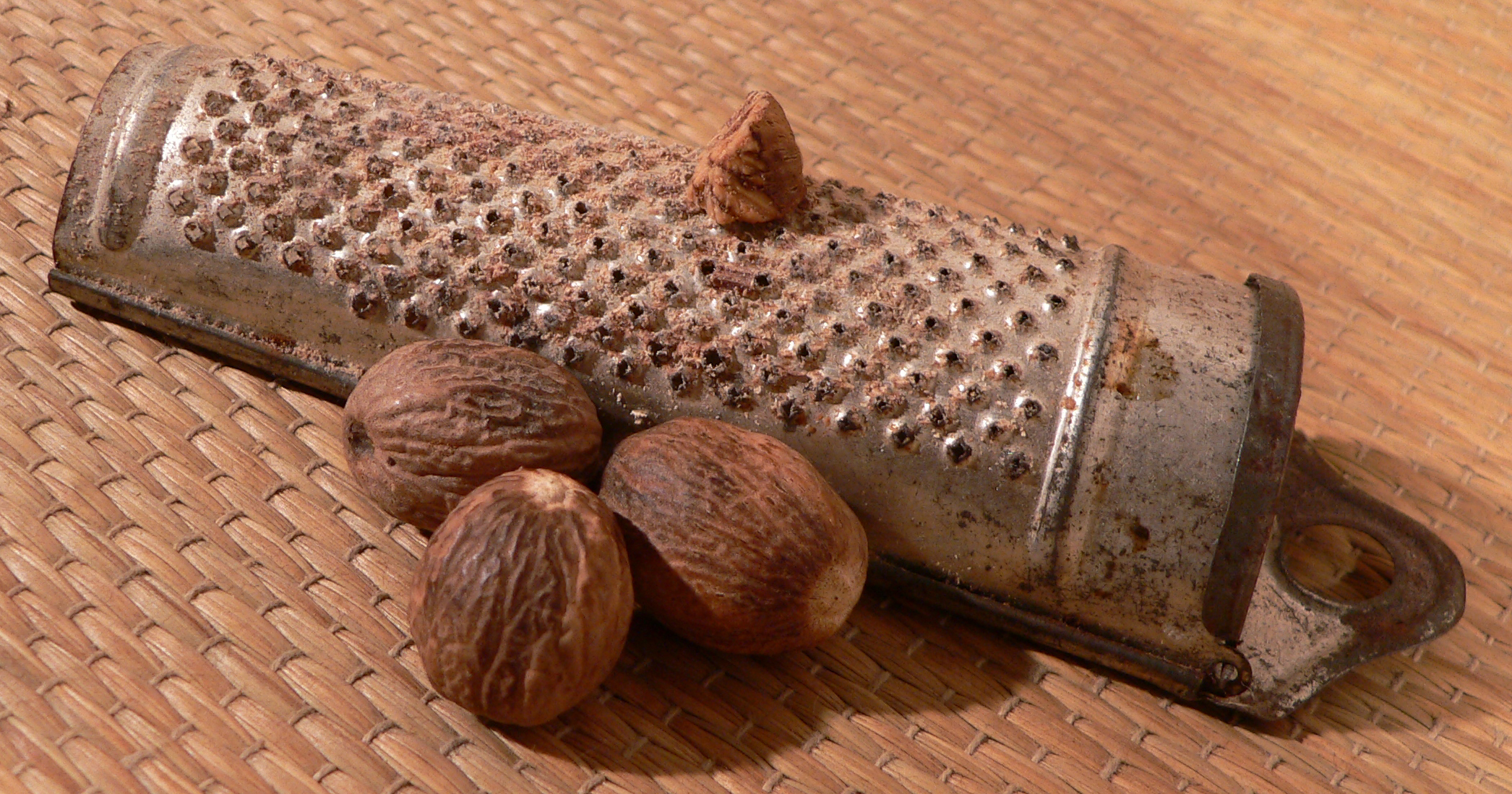
ナツメグおろし器
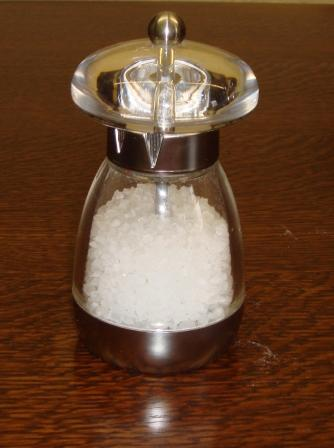
ソルト・ミル

1. ごますり器
2. ナツメグ・ミル